# 박태영 (정치인)
박태영(朴泰榮, 1941년 12월 4일~2004년 4월 29일)은 대한민국의 정치인이다. 본관은 진원(珍原). 전라남도 장성군 출신이다. 제14대 국회의원과 산업자원부 장관, 제33대 전라남도지사를 지냈다. 종교는 불교다.

## 학력
- 1956.02 진원국민학교 졸업
- 1959.02 광주북성중학교 졸업
- 1962.02 광주고등학교 졸업
- 1966.02 서울대학교 상과대학 경제학 학사

### 비학위 수료
- 1982.02 서울대학교 경영대학원(최고경영자과정)
- 1989.12 연세대학교 행정대학원 고위정책자과정
- 1992 미국 조지 워싱턴 대학교 경영행정대학원 국제정책과정

## 경력
- 1967 외환은행 입행
- 1975 한비산업 주식회사 무역부장
- 1977 교육보험 주식회사 기획·부동산관리·기업보험부장
- 1979 교육보험 주식회사 이사·상무·전무
- 1987.10 ~ 1991.02 교육보험 주식회사 부사장
- 1992.05.30 ~ 1996.05.29 제14대 국회의원(담양·장성 민주당)
- 1993.10 민주당 사무부총장
- 1994.05 국회 금융발전연구회 14대 회장
- 1995.09 새정치국민회의 정책위원회 부의장
- 1997 국민회의 재정금융특별위원회 위원장
- 1997.12 제15대대통령직인수위원회 경제1분과 위원
- 1998.03 ~ 1999.05 산업자원부 장관
- 1997.10 국민회의 당무위원
- 2000.01 새천년민주당 총재특보
- 2000.06 의료보험관리공단 이사장
- 2000.07 국민건강보험공단 이사장
- 2001.09 국제사회보장협회(ISSA) 집행이사
- 2002.07.01 ~ 2004.04.29 제33대 전라남도지사(민선, 새천년민주당 → 무소속)

## 논란
국민건강보험공단 이사장으로 재직당시의 인사비리혐의로 검찰수사를 받던 중 2004년 4월 29일 서울 반포대교에서 뛰어내려 자살했다.

## 저서
- 무역관습과 선적서류 해설
- 1994 신4극 체제하의 경제전략/동문사
- 1995 한국의 재정 금융 경제 정책/하나출판사
- 1998 경제위기 극복을 위한 대외 협력활동/산업지원부
- 2000 새천년 한국의 신 산업정책/나남 출판사

## 역대 선거 결과
|  | 63.83% |

|  | 57.76% |

## 소속 정당
| 소속 정당 | 소속 정당      | 소속 기간 | 비고      |
| --------- | -------------- | --------- | --------- |
|           | 민주당         | 1992~1995 | 정계 입문 |
|           | 무소속         | 1995      | 탈당      |
|           | 새정치국민회의 | 1995~1996 | 창당      |
|           | 무소속         | 1996~1997 | 탈당      |
|           | 새정치국민회의 | 1997~2000 | 복당      |
|           | 새천년민주당   | 2000~2004 | 합당      |
|           | 무소속         | 2004      | 탈당 사망 |

## 같이 보기
- 담양군·장성군 (1988년 선거구)
- 담양군의 국회의원
- 장성군의 국회의원
- 대한민국의 산업통상자원부 장관
- 전라남도지사